# Erik Crone (producent)
Erik Crone, född 22 november 1946 i Danmark, död 14 oktober 2022, var en dansk filmproducent. Han var gift med filmproducenten Nina Crone och far till journalisten Natasja Crone-Back

## Producent i urval
- 1974 – 19 röda rosor
- 1976 – Snuten som rensade upp
- 1976 – Hjerter er trumf
- 1985 – De flygande djävlarna
- 1996 – Hamsun
- 1997 – En doft av paradiset
- 2000 – Livet är en schlager
- 2001 – Så vit som en snö
- 2001 – Det största i världen
- 2002 – Jag är Dina
- 2002 – Att veta sanningen
- 2003 – Den utvalde